# Rue Léopold Ier

La rue Léopold Ier (en néerlandais: Leopold I-straat) est une rue de Jette qui suit le tracé d'un diverticulum qui mène du "Miroir" (place Reine Astrid) à la place communale de Laeken.  Au 296, se trouve la grotte Notre-Dame de Lourdes, dans un jardin méconnu des Bruxellois eux-mêmes et qui date de 1913. Ce lieu de pèlerinage fut construit sur le terrain de la famille Lecharlier pour accueillir des pèlerins. S'inspirant fidèlement du site connu de Lourdes dans le sud-ouest de la France, on y construisit une grotte, avec un autel en marbre offert par le roi Albert Ier et une esplanade d'où l'on peut assister à l'eucharistie. Un chemin de croix, un rosaire et un calvaire sont présents sur le site. Cette grotte accueillit de nombreux pèlerins avant la Seconde Guerre mondiale. Elle fait toujours actuellement l'objet de dévotions au culte marial.
Un peu plus loin dans cette même rue se trouve le Pannenhuis, une auberge du XVIe siècle, maison (huis en NL) dont le toit était recouvert de tuiles (pannen en NL).